# Okres Břeclav

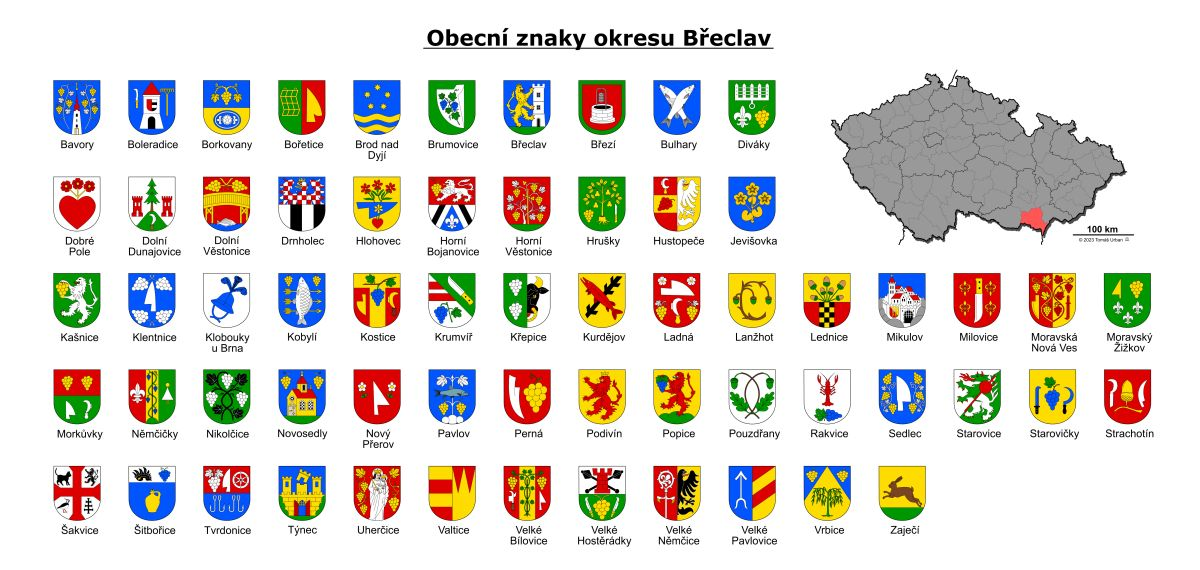
Přehled obecních znaků okresu Břeclav

Okres Břeclav je pohraniční okres v Jihomoravském kraji. Jeho sídlem bylo město Břeclav a je tvořen 63 obcemi (z toho 9 měst) na 69 katastrálních územích. Jedná se o nejjižněji a nejníže položený okres Moravy.
Sousedí na západě s okresem Znojmo, na severozápadě s okresem Brno-venkov, na severu krátce s okresem Vyškov a na severovýchodě s okresem Hodonín, všechny v Jihomoravském kraji. Z jihu je okres vymezen státní hranicí s Rakouskem a z jihovýchodu státní hranicí se Slovenskem.
Na území okresu se nachází CHKO Pálava a CHKO Soutok.

## Administrativní členění
Území okresu je rozděleno na tři správní obvody obcí s rozšířenou působností Břeclav, Hustopeče a Mikulov.
Data k 31. 12. 2018:
| SO ORP    | Rozloha v km² | Počet obyvatel | Počet obcí |
| --------- | ------------- | -------------- | ---------- |
| Břeclav   | 438,86        | 59 668         | 18         |
| Hustopeče | 355,11        | 36 108         | 28         |
| Mikulov   | 244,12        | 20 130         | 17         |

## Struktura povrchu
K 31. prosinci 2018 měl okres celkovou plochu 1 038,09 km², z toho:
- 65,98 % zemědělských pozemků, z čehož činily
  - 74,44 % orná půda (49,11 % rozlohy okresu)
  - 14,02 % vinice (9,25 % rozlohy okresu)
  - 3,78 % ovocné sady (2,50 % rozlohy okresu)
  - 5,22 % trvalé travní porosty (3,44 % rozlohy okresu)
- 34,02 % ostatních pozemků, z čehož činily
  - 50,29 % lesy (17,11 % rozlohy okresu)
  - 15,45 % vodní plochy (5,26 % rozlohy okresu)
  - 6,14 % zastavěné plochy (2,09 % rozlohy okresu).

Koeficient ekologické stability činil 0,65.

### Vinařství
Prakticky celý okres Břeclav je významnou oblastí vinařské turistiky v Česku. Do okresu zasahuje Mikulovská vinařská podoblast (na západě), Velkopavlovická vinařská podoblast (na severu) a Slovácká vinařská podoblast (na východě). Významnými vinařskými centry okresu jsou především Mikulov, Valtice, Hustopeče, Velké Pavlovice, Velké Bílovice, Lednice, Rakvice a Zaječí.

## Demografické údaje
- Průměrná velikost obce: 1 840 obyvatel. Nejmenší obec měla 200 obyvatel.
- Ve městech žilo 49,87 % obyv. (při vyloučení měst povýšených po r. 1945 by se však jednalo jen o 38,48 %). V obcích s 3000 a více obyvateli žilo 47,76 % obyvatel, zatímco v obcích s méně než 500 obyvateli žilo pouze 3,47 % obyvatel.

Data k 31. 12. 2018:
| Popis               | Celkem  | Ženy           | Muži           |
| ------------------- | ------- | -------------- | -------------- |
| počet obyvatel      | 115 906 | 58 914 50,83 % | 56 992 49,17 % |
| průměrný věk (roky) | 42,7    | 44,1           | 41,2           |

### Největší sídla
Data k 31. 12. 2018
| Sídlo             | Počet obyvatel |
| ----------------- | -------------- |
| Břeclav           | 24 704         |
| Mikulov           | 7 359          |
| Hustopeče         | 5 964          |
| Velké Bílovice    | 3 907          |
| Lanžhot           | 3 733          |
| Valtice           | 3 557          |
| Velké Pavlovice   | 3 119          |
| Podivín           | 3 011          |
| Moravská Nová Ves | 2 598          |
| Klobouky u Brna   | 2 453          |

### Zaměstnanost
(2003)
| Počet obyvatel se stálým zaměstnáním | 25 059    |
| Průměrný plat                        | 13 666 Kč |
| Nezaměstnaných                       | 7 362     |
| Míra nezaměstnanosti                 | 11,65 %   |

### Školství
(2003)
| Druh školy                     | Počet škol |
| ------------------------------ | ---------- |
| Mateřské školy                 | 69         |
| Základní školy                 | 55         |
| Gymnázia                       | 5          |
| Střední školy průmyslové školy | 8          |
| Střední odborná učiliště       | 7          |
| Vyšší odborné školy            |            |

### Zdravotnictví
(2003)
| Lékaři                          | 348 |
| Nemocnice                       | 3   |
| Specializovaná léčebná zařízení | -   |
| Zubní lékaři                    | 52  |
| Lékárny                         | 20  |

## Silniční doprava
Okresem prochází dálnice D2 (evropská silnice E65) a silnice I. třídy číslo I/40, I/52 (E461) a I/55.
Dále tudy procházejí silnice II. třídy č. 380, 381, 414, 418, 420, 421, 422, 423, 424 a 425.

## Železniční doprava
Okresem procházejí železniční tratě : Přerov–Břeclav, Břeclav–Kúty, Břeclav–Lednice, Břeclav–Znojmo, Hodonín–Zaječí, Šakvice – Hustopeče u Brna.

## Seznam obcí a jejich částí
Města jsou uvedena tučně, městyse kurzívou, části obcí malince.

Bavory •
Boleradice •
Borkovany •
Bořetice •
Brod nad Dyjí •
Brumovice •
Břeclav (Charvátská Nová Ves • Poštorná) •
Březí •
Bulhary •
Diváky •
Dobré Pole •
Dolní Dunajovice •
Dolní Věstonice •
Drnholec •
Hlohovec •
Horní Bojanovice •
Horní Věstonice •
Hrušky •
Hustopeče •
Jevišovka •
Kašnice •
Klentnice •
Klobouky u Brna (Bohumilice) •
Kobylí •
Kostice •
Krumvíř •
Křepice •
Kurdějov •
Ladná •
Lanžhot •
Lednice (Nejdek) •
Mikulov •
Milovice •
Moravská Nová Ves •
Moravský Žižkov •
Morkůvky •
Němčičky •
Nikolčice •
Novosedly •
Nový Přerov •
Pavlov •
Perná •
Podivín •
Popice •
Pouzdřany •
Přítluky (Nové Mlýny) •
Rakvice •
Sedlec •
Starovice •
Starovičky •
Strachotín •
Šakvice •
Šitbořice •
Tvrdonice •
Týnec •
Uherčice •
Valtice (Úvaly) •
Velké Bílovice •
Velké Hostěrádky •
Velké Němčice •
Velké Pavlovice •
Vrbice •
Zaječí

### Změny hranice okresu
Do 31. 12. 1995 patřila do okresu Břeclav také obec Nosislav a do 31. 12. 2006 obce Cvrčovice, Ivaň, Pasohlávky, Pohořelice, Přibice, Vlasatice a Vranovice.
Všechny tyto obce byly z okresu Břeclav převedeny do okresu Brno-venkov.

### Tabulka obcí
Města vyznačena tučně, počet obyvatel k 31. prosinci 2018.
| Znak | Obec/Město        | Počet obyvatel |
| ---- | ----------------- | -------------- |
|      | Bavory            | 400            |
|      | Boleradice        | 906            |
|      | Borkovany         | 840            |
|      | Bořetice          | 1289           |
|      | Brod nad Dyjí     | 531            |
|      | Brumovice         | 983            |
|      | Břeclav           | 24704          |
|      | Březí             | 1646           |
|      | Bulhary           | 754            |
|      | Diváky            | 519            |
|      | Dobré Pole        | 462            |
|      | Dolní Dunajovice  | 1704           |
|      | Dolní Věstonice   | 316            |
|      | Drnholec          | 1808           |
|      | Hlohovec          | 1314           |
|      | Horní Bojanovice  | 666            |
|      | Horní Věstonice   | 480            |
|      | Hrušky            | 1608           |
|      | Hustopeče         | 5964           |
|      | Jevišovka         | 677            |
|      | Kašnice           | 200            |
|      | Klentnice         | 530            |
|      | Klobouky u Brna   | 2453           |
|      | Kobylí            | 2065           |
|      | Kostice           | 1898           |
|      | Krumvíř           | 1243           |
|      | Křepice           | 1321           |
|      | Kurdějov          | 421            |
|      | Ladná             | 1224           |
|      | Lanžhot           | 3733           |
|      | Lednice           | 2299           |
|      | Mikulov           | 7359           |
|      | Milovice          | 453            |
|      | Moravská Nová Ves | 2598           |
|      | Moravský Žižkov   | 1452           |
|      | Morkůvky          | 480            |
|      | Němčičky          | 699            |
|      | Nikolčice         | 770            |
|      | Novosedly         | 1206           |
|      | Nový Přerov       | 316            |
|      | Pavlov            | 585            |
|      | Perná             | 788            |
|      | Podivín           | 3011           |
|      | Popice            | 937            |
|      | Pouzdřany         | 763            |
|      | Přítluky          | 813            |
|      | Rakvice           | 2177           |
|      | Sedlec            | 869            |
|      | Starovice         | 916            |
|      | Starovičky        | 858            |
|      | Strachotín        | 798            |
|      | Šakvice           | 1428           |
|      | Šitbořice         | 2031           |
|      | Tvrdonice         | 2088           |
|      | Týnec             | 1099           |
|      | Uherčice          | 1071           |
|      | Valtice           | 3557           |
|      | Velké Bílovice    | 3907           |
|      | Velké Hostěrádky  | 495            |
|      | Velké Němčice     | 1772           |
|      | Velké Pavlovice   | 3119           |
|      | Vrbice            | 1101           |
|      | Zaječí            | 1432           |

## Řeky
- Morava
- Dyje
- Jevišovka
- Kyjovka
- Svratka
- Šatava
- Trkmanka

## Fotogalerie

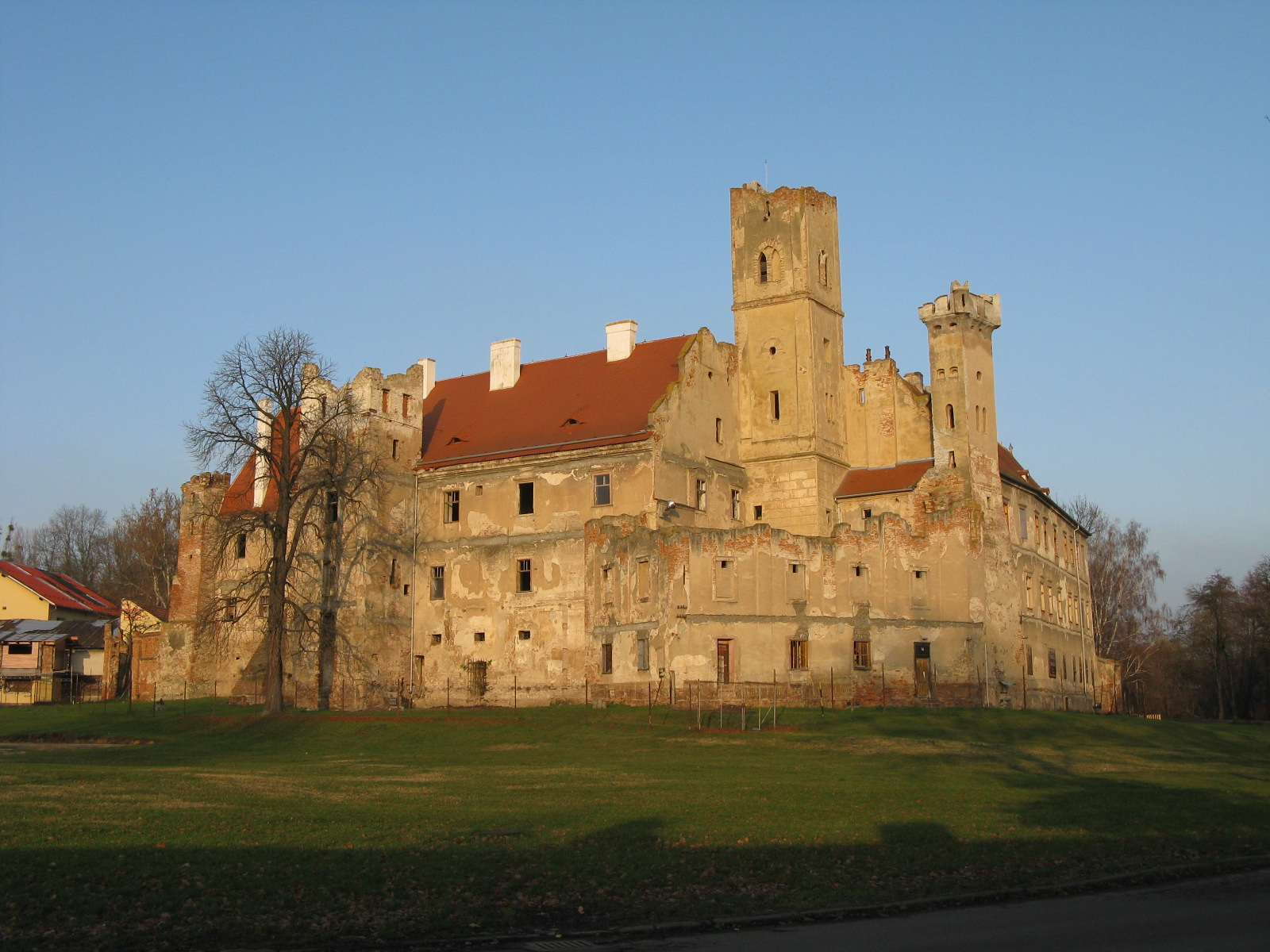
Zámek v Břeclavi - v současné době je v havarijním stavu
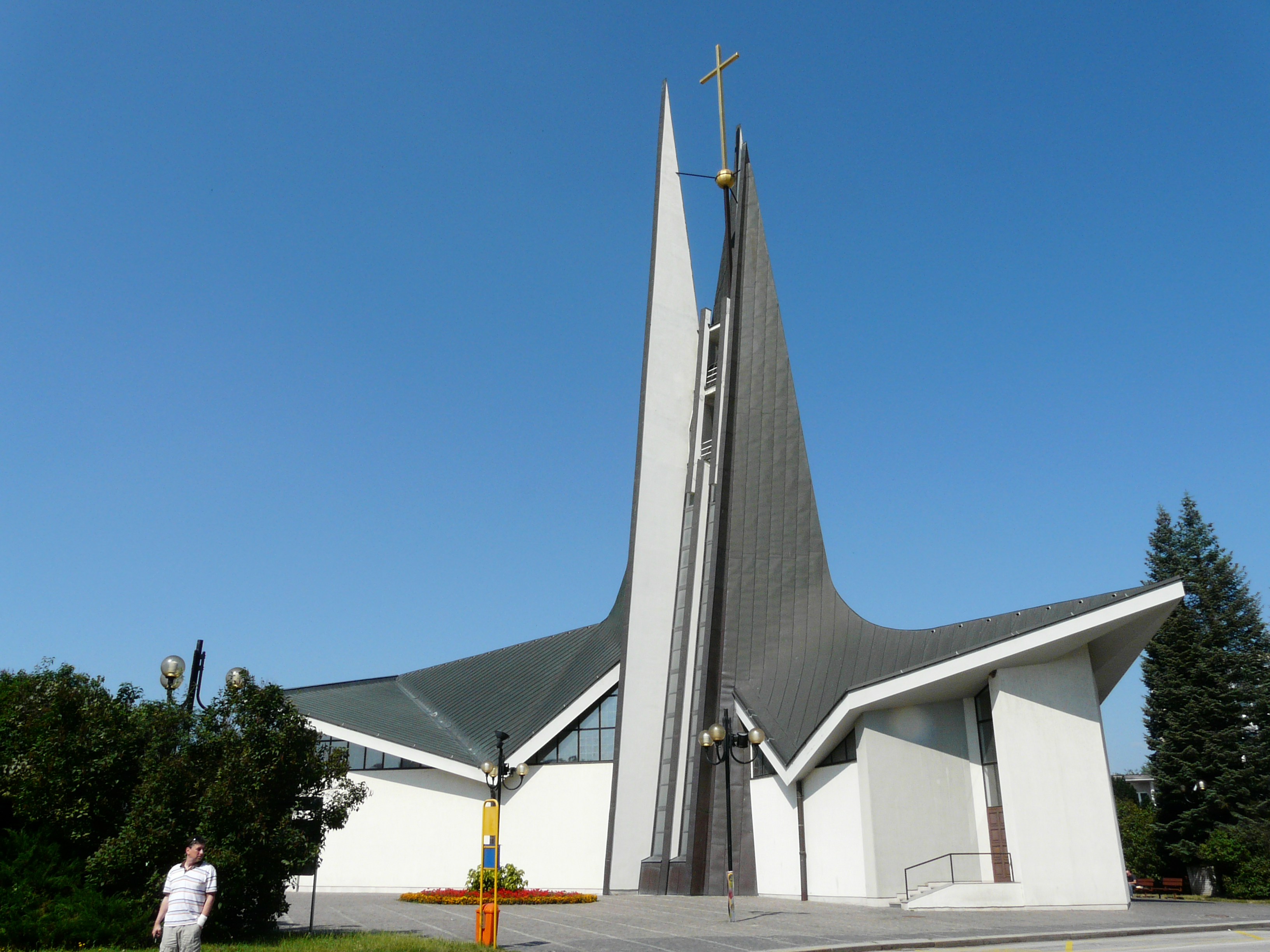
Novodobý kostel sv. Václava v Břeclavi
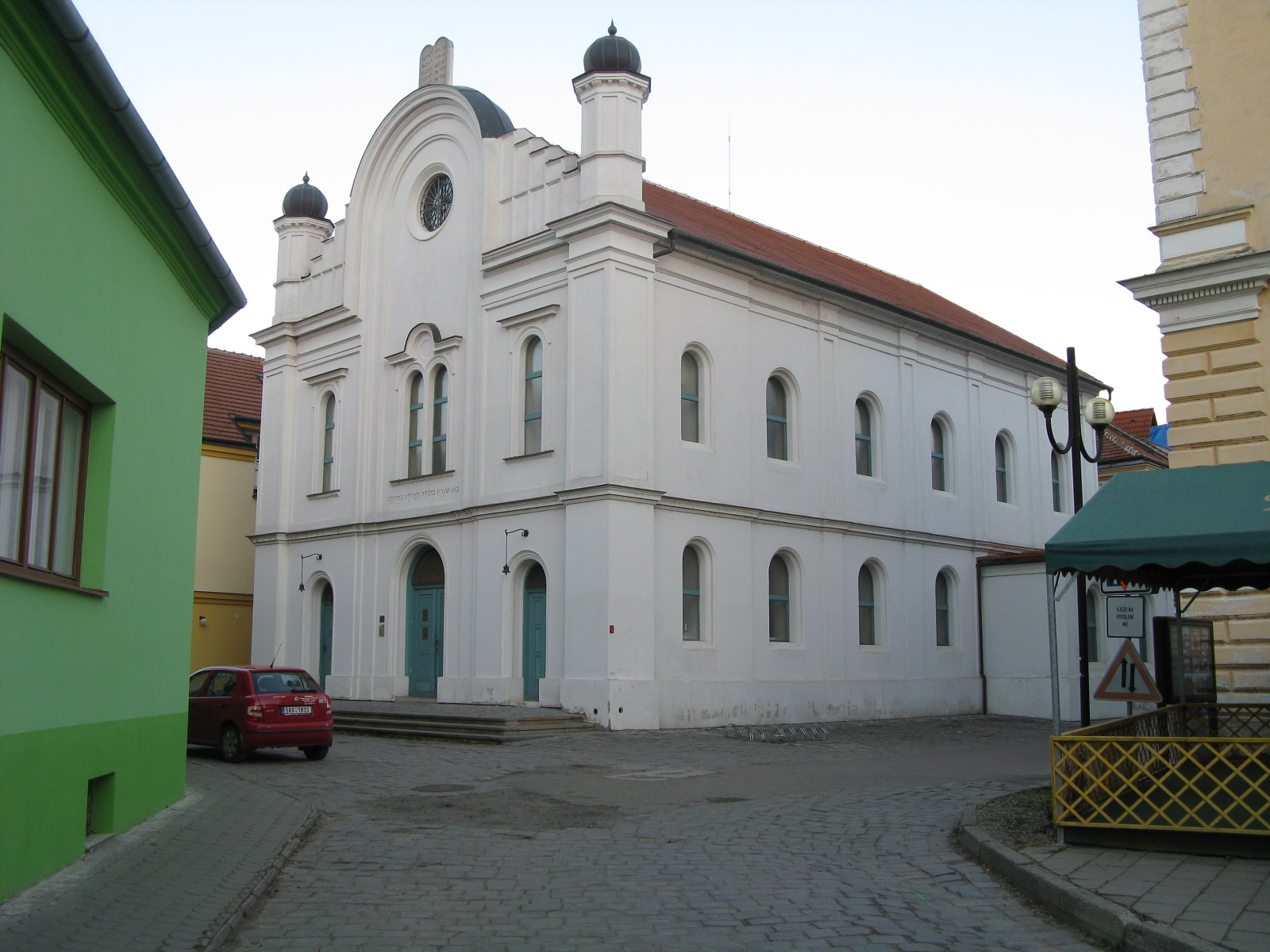
Původní břeclavská synagoda, dnes kulturní centrum
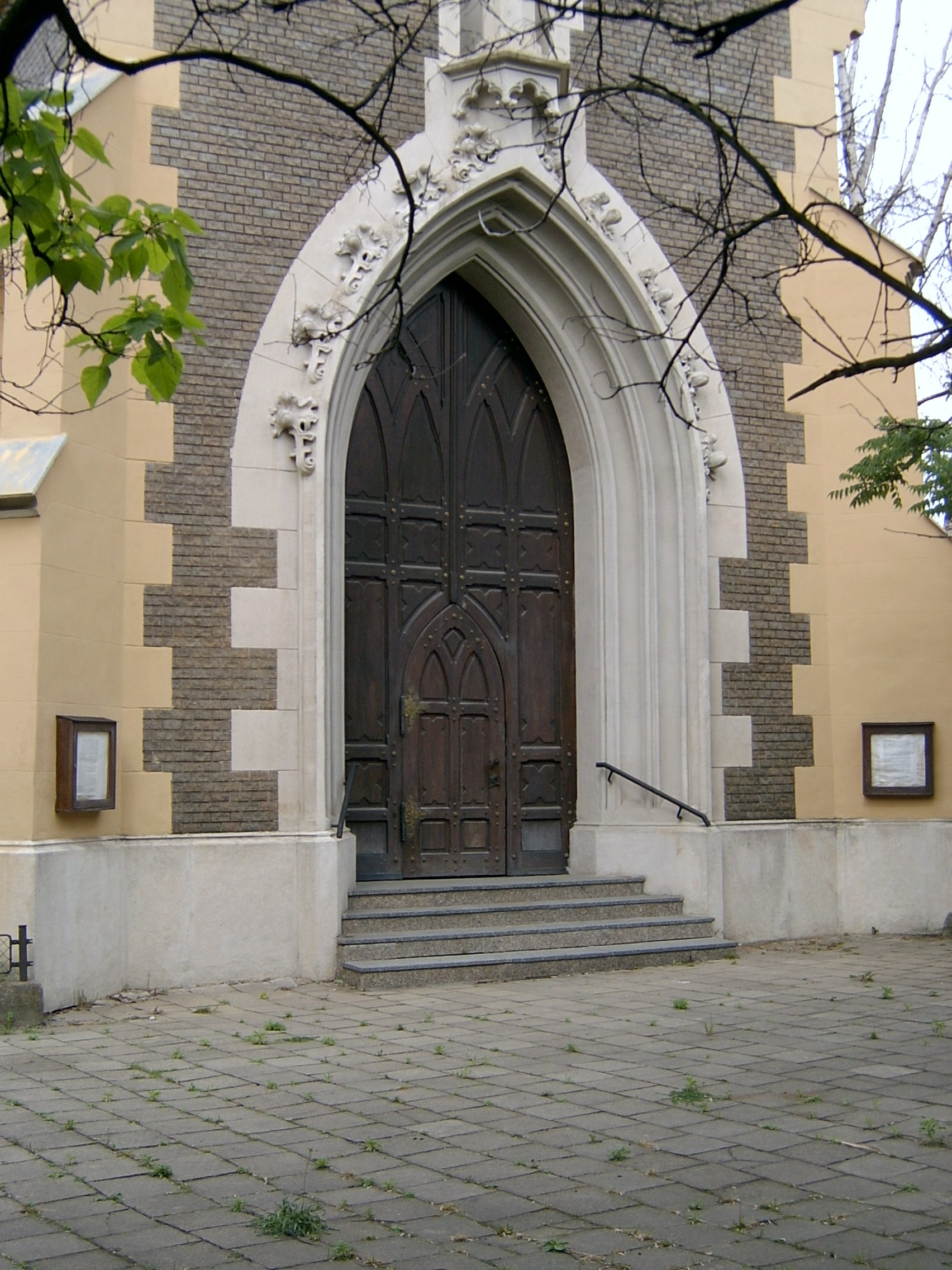
Břeclav, kaple sv. Cyrila a Metoděje
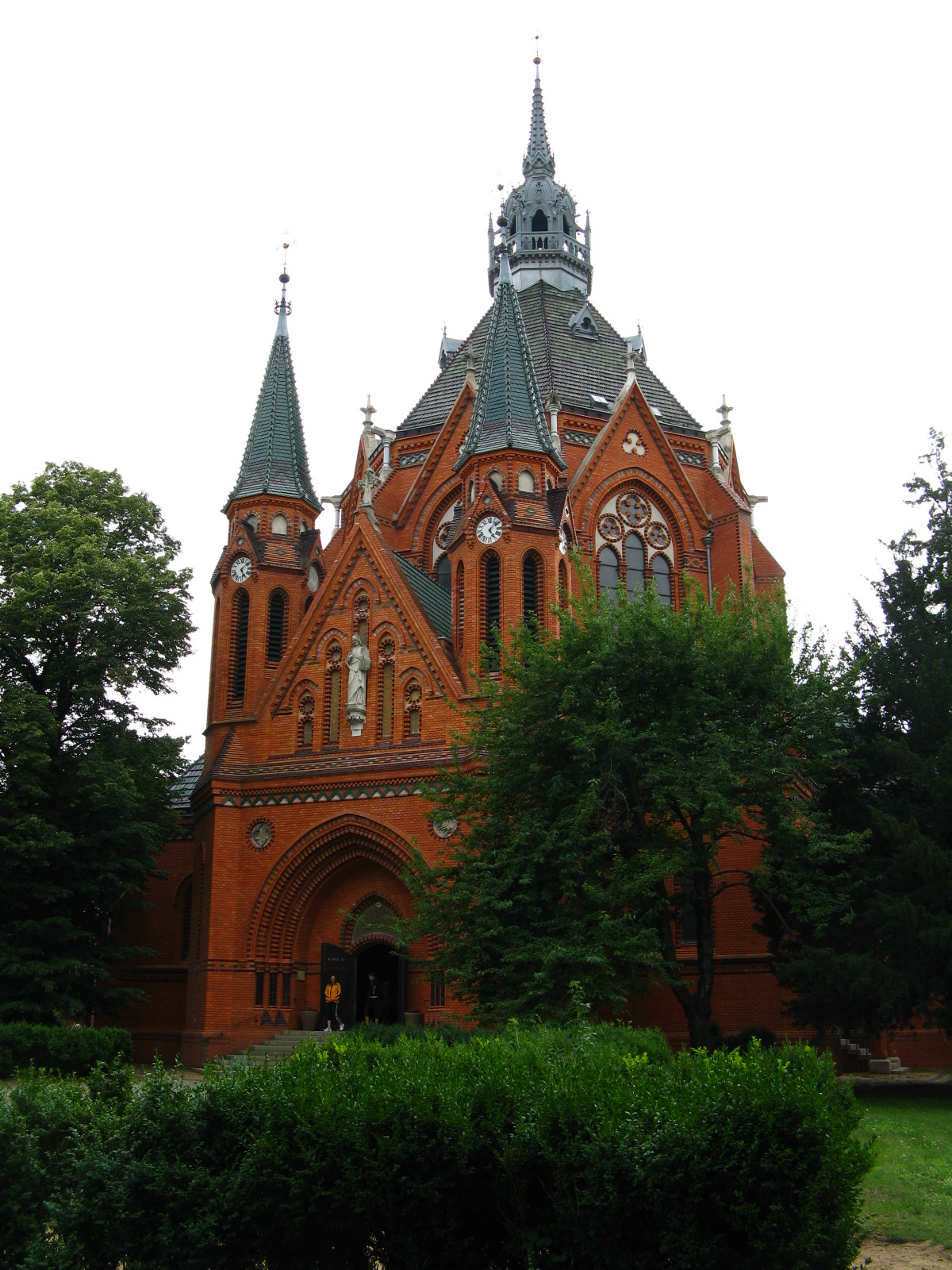
Kostel v Poštorné (část Břeclavi)
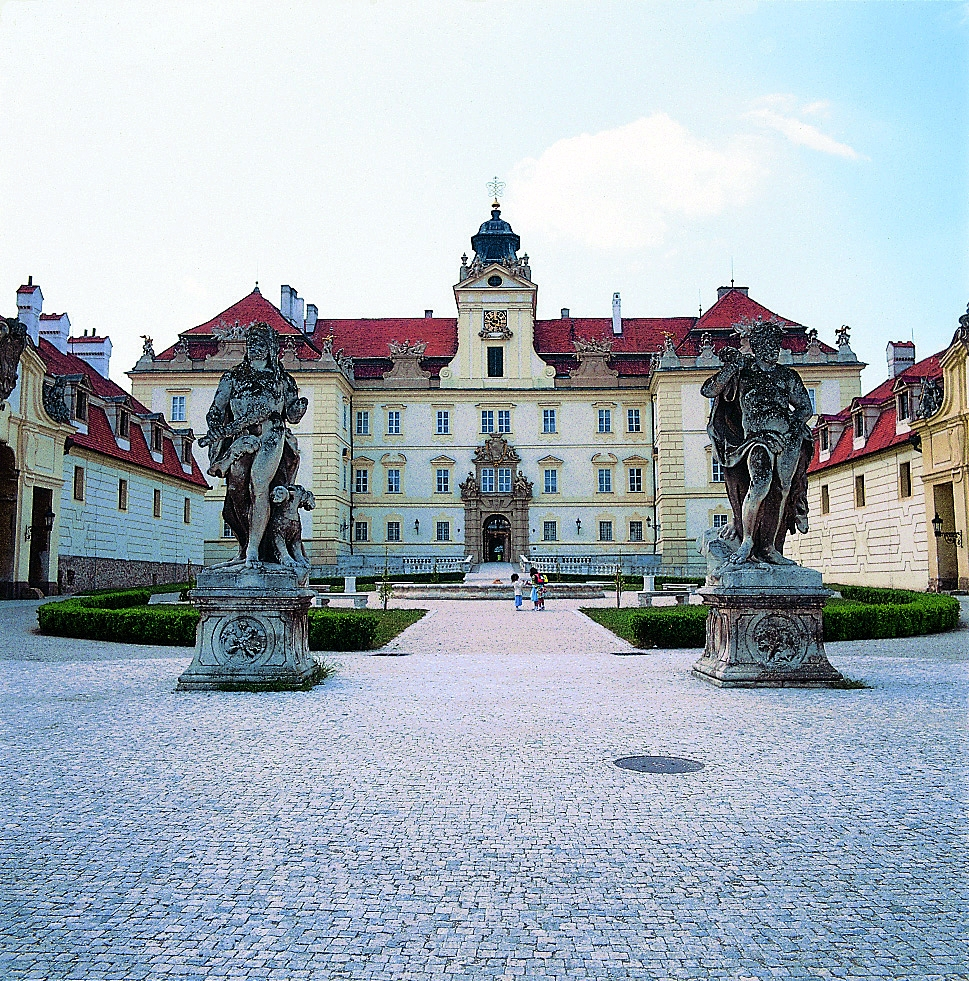
Zámek ve Valticích
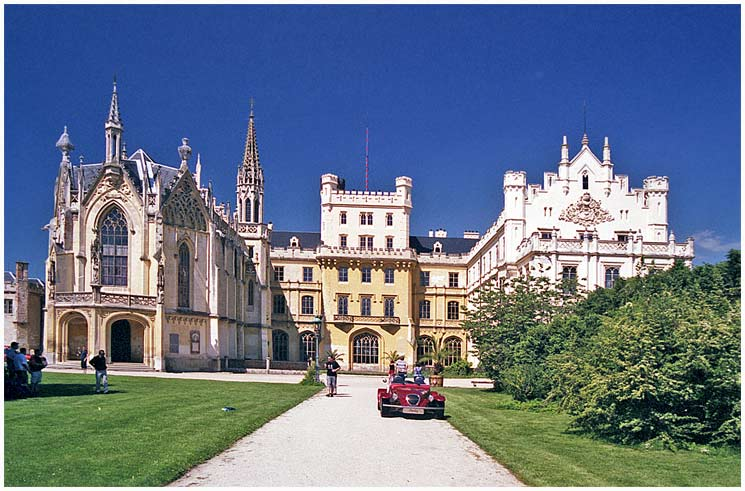
Zámek v Lednici
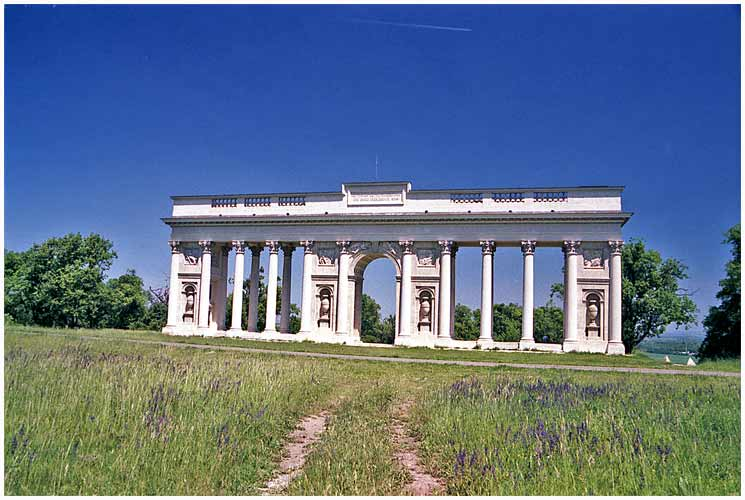
Rajsna (Lednicko-valtický areál)
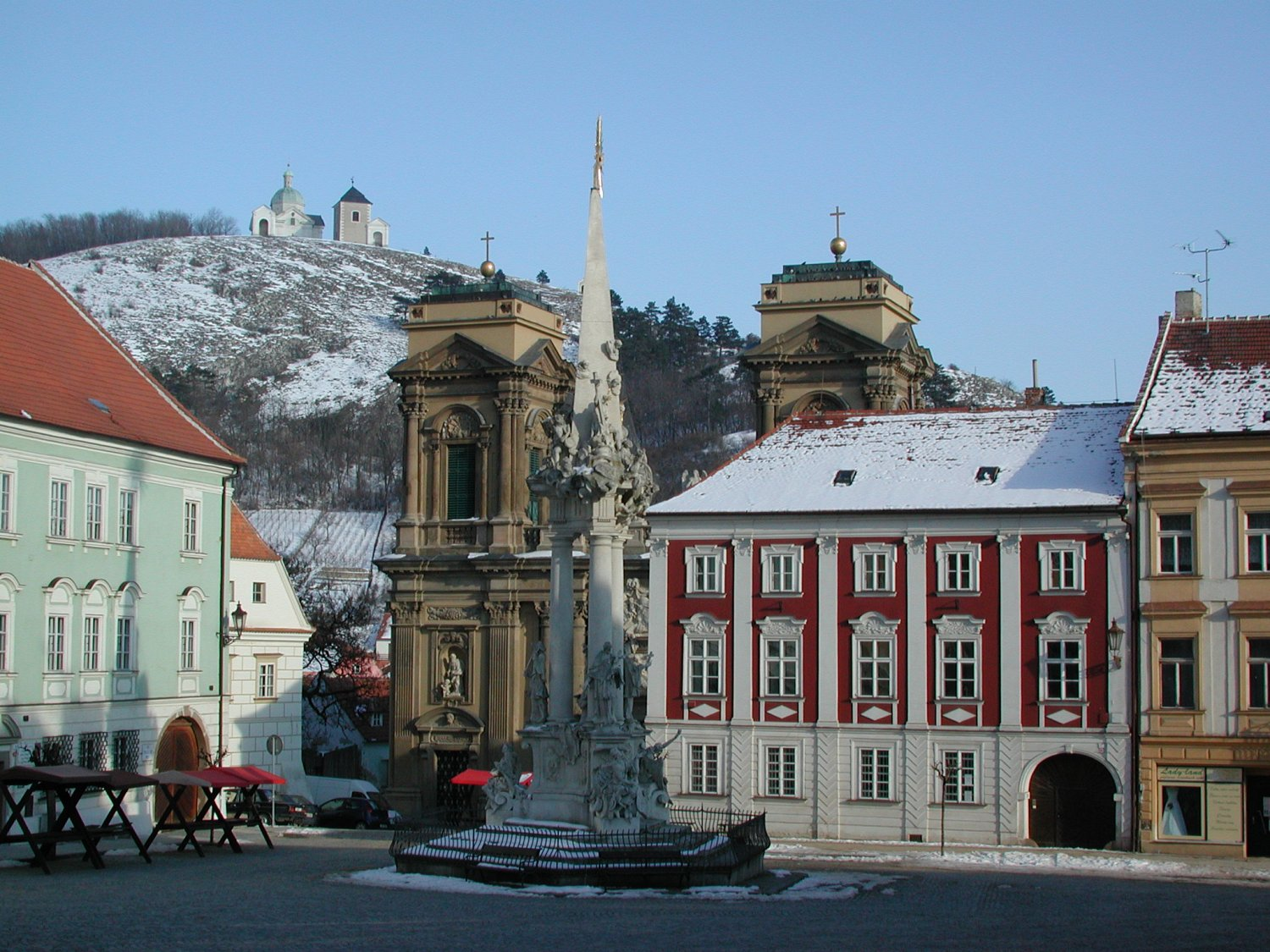
Mikulov, Ditrichštejnská hrobka a Svatý kopeček
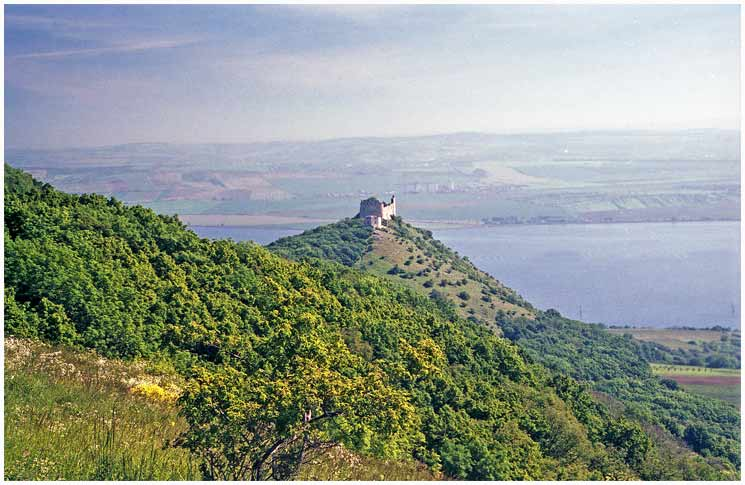
Pálava, Děvičky
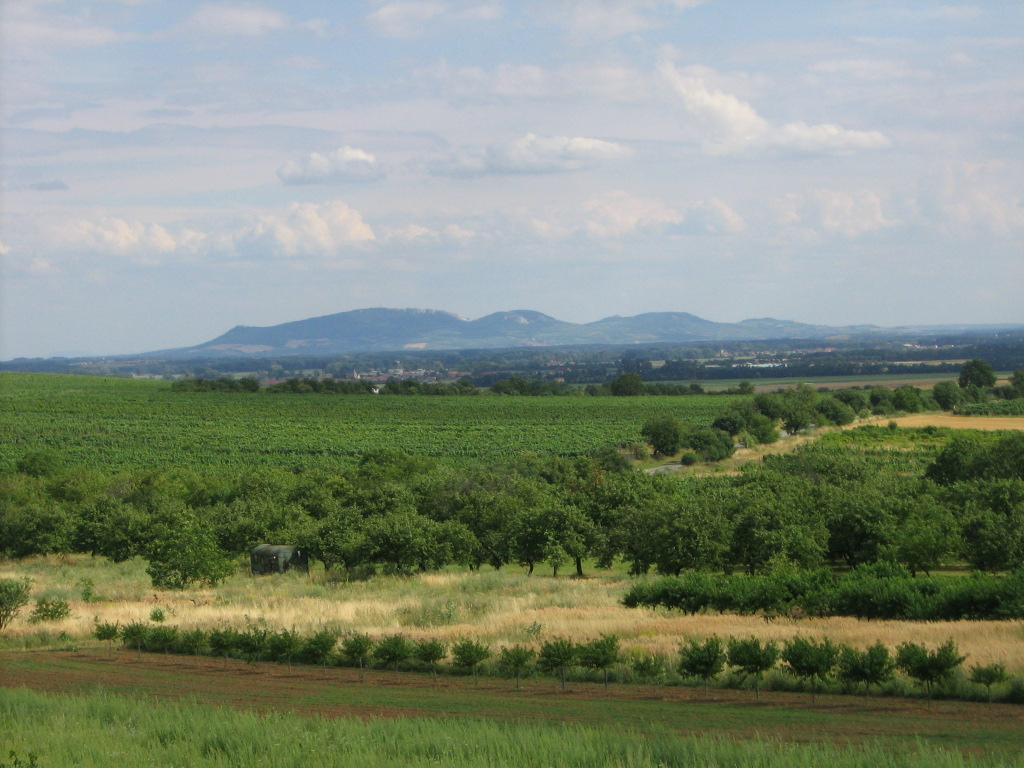
Pálava, pohled od severozápadu
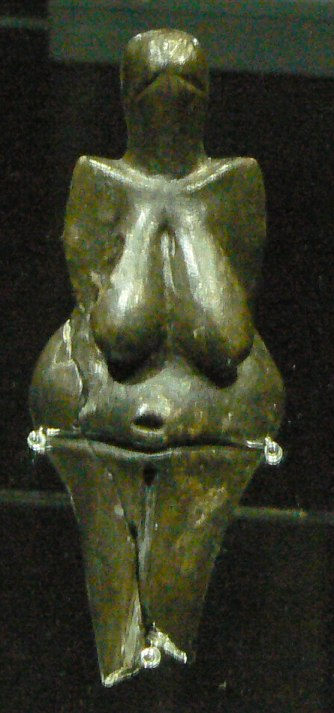
Věstonická venuše, nález od Dolních Věstonic